# Jungfrau Park

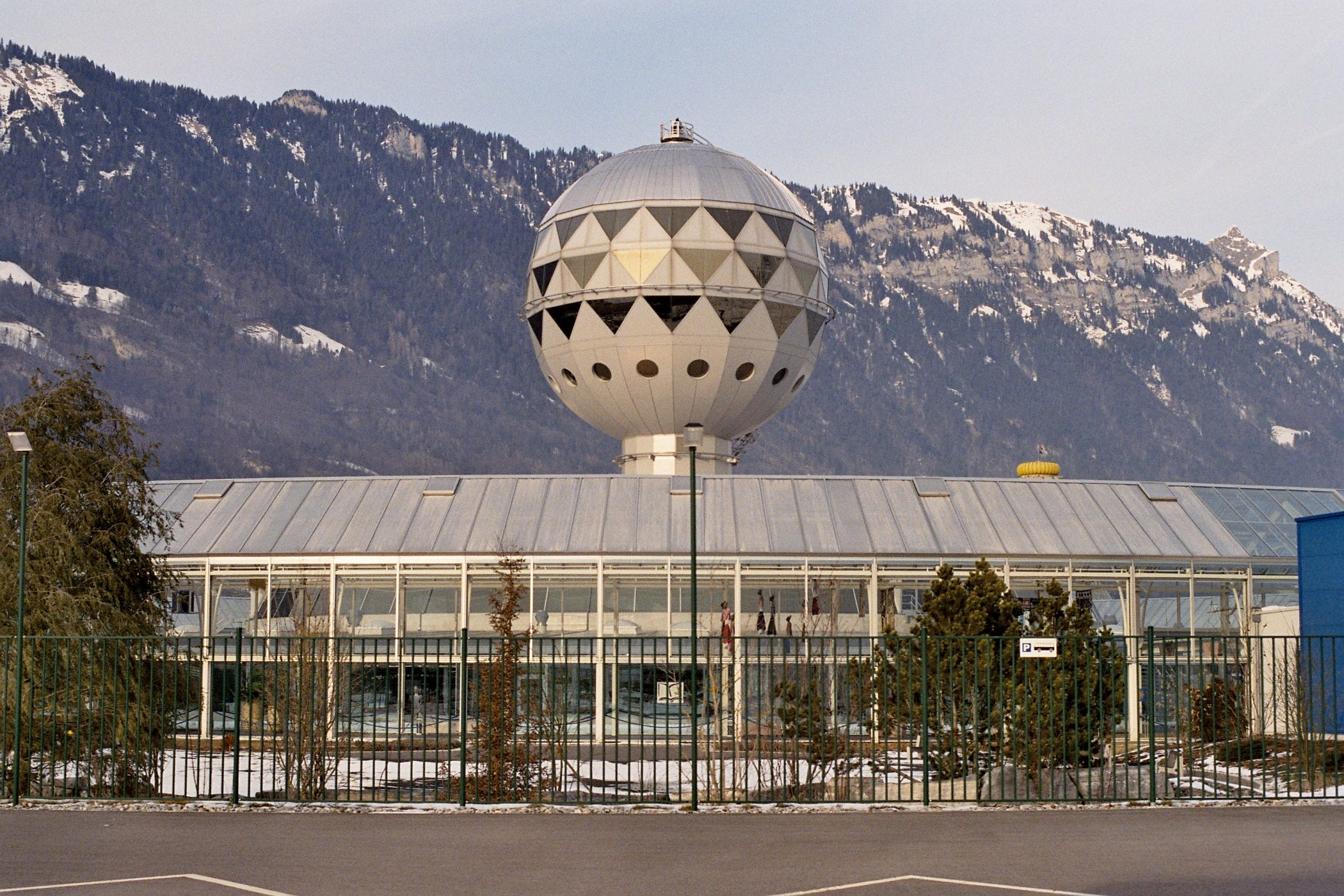
Jungfrau Park

Jungfrau Park, poprzednio znany pod nazwą Mystery Park – park rozrywki znajdujący się w Interlaken w Szwajcarii. Utworzony z inicjatywy szwajcarskiego pisarza Ericha von Dänikena, ma na celu propagowanie głoszonych przez niego teorii paleoastronautycznych.
Wybudowany kosztem 86 milionów franków kompleks, noszący nazwę Mystery Park, został otwarty w dniu 24 maja 2003 roku. Składa się z siedmiu pawilonów tematycznych, w których znajdują się ekspozycje mające dowodzić istnienia kontaktów między kulturami starożytnymi i wysoko rozwiniętymi cywilizacjami pozaziemskimi, których efektem było powstanie takich obiektów jak egipskie piramidy, Stonehenge czy rysunki z Nazca. Pośrodku parku wzniesiono wysoką na 41 m wieżę zwieńczoną kulą, w której ulokowano biuro Dänikena oraz bibliotekę. Otwarcie kompleksu spotkało się z krytyką środowisk akademickich, zarzucających mu promowanie pseudonauki.
Zgodnie z planami inwestorów, park miał przyciągać rocznie 300 tysięcy turystów i przynosić 12,5 miliona franków zysku. Zamierzeń tych nigdy nie udało się zrealizować, a przedsięwzięcie zaczęło przynosić coraz większe straty. W związku ze wzrastającym zadłużeniem w listopadzie 2006 roku park został zamknięty. Po znalezieniu nowych inwestorów centrum zostało ponownie otwarte w dniu 2 kwietnia 2010 roku pod nową nazwą Jungfrau Park, pochodzącą od nazwy pobliskiego szczytu górskiego. Nowi właściciele celem zwiększenia rentowności przedsięwzięcia zmienili nieco zakres tematyczny i aranżację parku, otwierając w nim m.in. mini zoo i tor dla gokartów.